# Беорнред (король Мерсії)
Беорнред (давн-англ. Beornræd; ? — після 757) — король Мерсії у 757 році.

## Життєпис
Про походження нічого невідомо. Напевне належав до мерсійської знаті. Був військовиком при королі Етельбальді. У 757 році напевне влаштував змову про останнього, в результаті чого короля було вбито. За іншою версією Беорнред лише скористався вбивством Етельбальда.
Напевне Беорнред мав якесь родинне відношення до правлячої династії (можливо по материнській лінії), завдяки чому зумів стати королем Мерсії. Втім стикнувся з амбіціями Оффи, прапраонука короля Еови (за лінією сина Осмода). Не зміг тривало чинити спротив, зазнав поразки й втік з Мерсії. Подальша доля не відома. Новим володарем став Оффа.